# NASCAR Grand National Series 1956
De NASCAR Grand National Series 1956 was het achtste seizoen van het belangrijkste NASCAR kampioenschap dat in de Verenigde Staten gehouden wordt. Het seizoen startte op 13 november 1955 op de Hickory Motor Speedway en eindigde op 18 november 1956 op de Wilson Speedway in Wilson. Buck Baker won het kampioenschap.

## Races
Top drie resultaten.
|    | Datum        | Race              | Circuit                         | Winnaar          | Tweede           | Derde            |
| 1  | 13 november  | Race 1            | Hickory Motor Speedway          | Tim Flock        | Curtis Turner    | Lee Petty        |
| 2  | 20 november  | Race 2            | Charlotte Speedway              | Fonty Flock      | Tim Flock        | Lee Petty        |
| 3  | 20 november  | Race 3            | Willow Springs Speedway         | Chuck Stevenson  | Marvin Panch     | Johnny Mantz     |
| 4  | 11 december  | Race 4            | Palm Beach Speedway             | Herb Thomas      | Al Keller        | Billy Myers      |
| 5  | 22 januari   | Race 5            | Arizona State Fairgrounds       | Buck Baker       | Frank Mundy      | Tim Flock        |
| 6  | 26 februari  | Race 6            | Daytona Beach & Road Course     | Tim Flock        | Billy Myers      | Ralph Moody      |
| 7  | 4 maart      | Race 7            | Palm Beach Speedway             | Billy Myers      | Buck Baker       | Herb Thomas      |
| 8  | 18 maart     | Race 8            | Wilson Speedway                 | Herb Thomas      | Buck Baker       | Tim Flock        |
| 9  | 25 maart     | Race 9            | Lakewood Speedway               | Buck Baker       | Speedy Thompson  | Herb Thomas      |
| 10 | 8 april      | Wilkes County 160 | North Wilkesboro Speedway       | Tim Flock        | Billy Myers      | Jim Paschal      |
| 11 | 22 april     | Race 11           | Langhorne Speedway              | Buck Baker       | Herb Thomas      | Tim Flock        |
| 12 | 29 april     | Richmond 200      | Richmond International Raceway  | Buck Baker       | Herb Thomas      | Speedy Thompson  |
| 13 | 5 mei        | Arclite 100       | Columbia Speedway               | Speedy Thompson  | Buck Baker       | Joe Weatherly    |
| 14 | 6 mei        | Race 14           | Concord Speedway                | Speedy Thompson  | Buck Baker       | Herb Thomas      |
| 15 | 10 mei       | Race 15           | Greenville-Pickens Speedway     | Buck Baker       | Curtis Turner    | Joe Eubanks      |
| 16 | 12 mei       | Race 16           | Hickory Motor Speedway          | Speedy Thompson  | Billy Myers      | Buck Baker       |
| 17 | 13 mei       | Race 17           | Occoneechee Speedway            | Buck Baker       | Speedy Thompson  | Lee Petty        |
| 18 | 20 mei       | Virginia 500      | Martinsville Speedway           | Buck Baker       | Speedy Thompson  | Lee Petty        |
| 19 | 25 mei       | Race 19           | Lincoln Speedway                | Buck Baker       | Jim Paschal      | Lee Petty        |
| 20 | 27 mei       | Race 20           | Charlotte Speedway              | Speedy Thompson  | Junior Johnson   | Buck Baker       |
| 21 | 27 mei       | Race 21           | Portland Speedway               | Herb Thomas      | John Kieper      | Clyde Palmer     |
| 22 | 30 mei       | Race 22           | Eureka Speedway                 | Herb Thomas      | Gordon Haines    | Lloyd Dane       |
| 23 | 30 mei       | Race 23           | New York State Fairgrounds      | Buck Baker       | Jim Paschal      | Jim Reed         |
| 24 | 3 juni       | Race 24           | Merced Fairgrounds              | Herb Thomas      | Harold Hardesty  | Jim Graham       |
| 25 | 10 juni      | Race 25           | Memphis-Arkansas Speedway       | Ralph Moody      | Jim Paschal      | Pat Kirkwood     |
| 26 | 15 juni      | Race 26           | Southern States Fairgrounds     | Speedy Thompson  | Curtis Turner    | Lee Petty        |
| 27 | 22 juni      | Race 27           | Monroe County Fairgrounds       | Speedy Thompson  | Jim Paschal      | Herb Thomas      |
| 28 | 24 juni      | Race 28           | Portland Speedway               | John Kieper      | Clyde Palmer     | Lou Sherman      |
| 29 | 1 juli       | Race 29           | Asheville-Weaverville Speedway  | Lee Petty        | Jim Paschal      | Joe Eubanks      |
| 30 | 4 juli       | Raleigh 250       | Raleigh Speedway                | Fireball Roberts | Speedy Thompson  | Frank Mundy      |
| 31 | 7 juli       | Race 31           | Piedmont Interstate Fairgrounds | Lee Petty        | Fireball Roberts | Marvin Panch     |
| 32 | 8 juli       | Race 32           | California State Fairgrounds    | Lloyd Dane       | Chuck Meekins    | John Kieper      |
| 33 | 21 juli      | Race 33           | Soldier Field                   | Fireball Roberts | Jim Paschal      | Ralph Moody      |
| 34 | 27 juli      | Race 34           | Cleveland County Fairgrounds    | Speedy Thompson  | Ralph Moody      | Billy Myers      |
| 35 | 29 juli      | Race 35           | Montgomery Speedway             | Marvin Panch     | Buck Baker       | Bill Amick       |
| 36 | 3 augustus   | Race 36           | Oklahoma State Fairgrounds      | Jim Paschal      | Ralph Moody      | Fireball Roberts |
| 37 | 12 augustus  | Race 37           | Road America                    | Tim Flock        | Billy Myers      | Fireball Roberts |
| 38 | 17 augustus  | Race 38           | Old Bridge Stadium              | Ralph Moody      | Jim Reed         | Billy Myers      |
| 39 | 19 augustus  | Race 39           | Bay Meadows Speedway            | Eddie Pagan      | Parnelli Jones   | Chuck Meekins    |
| 40 | 22 augustus  | Race 40           | Norfolk Speedway                | Billy Myers      | Jim Paschal      | Rex White        |
| 41 | 23 augustus  | Race 41           | Piedmont Interstate Fairgrounds | Ralph Moody      | Jim Paschal      | Rex White        |
| 42 | 25 augustus  | Race 42           | Coastal Speedway                | Fireball Roberts | Billy Myers      | Jim Paschal      |
| 43 | 26 augustus  | Race 43           | Portland Speedway               | Royce Haggerty   | Clyde Palmer     | Curley Barker    |
| 44 | 3 september  | Southern 500      | Darlington Raceway              | Curtis Turner    | Speedy Thompson  | Marvin Panch     |
| 45 | 9 september  | Race 45           | Chisholm Speedway               | Buck Baker       | Ralph Moody      | Marvin Panch     |
| 46 | 12 september | Race 46           | Southern States Fairgrounds     | Ralph Moody      | Billy Myers      | Joe Eubanks      |
| 47 | 23 september | Race 47           | Langhorne Speedway              | Paul Goldsmith   | Lee Petty        | Speedy Thompson  |
| 48 | 23 september | Race 48           | Portland Speedway               | Lloyd Dane       | Eddie Pagan      | Curley Barker    |
| 49 | 29 september | Race 49           | Columbia Speedway               | Buck Baker       | Ralph Moody      | Speedy Thompson  |
| 50 | 30 september | Race 50           | Occoneechee Speedway            | Fireball Roberts | Buck Baker       | Speedy Thompson  |
| 51 | 7 oktober    | Race 51           | Newport Speedway                | Fireball Roberts | Buck Baker       | Bill Amick       |
| 52 | 17 oktober   | Race 52           | Charlotte Speedway              | Buck Baker       | Ralph Moody      | Marvin Panch     |
| 53 | 23 oktober   | Race 53           | Cleveland County Fairgrounds    | Buck Baker       | Bill Amick       | Marvin Panch     |
| 54 | 28 oktober   | Old Dominion 400  | Martinsville Speedway           | Jack Smith       | Marvin Panch     | Bill Amick       |
| 55 | 11 november  | Buddy Shuman 250  | Hickory Motor Speedway          | Speedy Thompson  | Ralph Earnhardt  | Buck Baker       |
| 56 | 18 november  | Race 56           | Wilson Speedway                 | Buck Baker       | Joe Weatherly    | Speedy Thompson  |

## Eindstand - Top 10
| 1  | Buck Baker       | 9272 |
| 2  | Herb Thomas      | 8568 |
| 3  | Speedy Thompson  | 8328 |
| 4  | Lee Petty        | 8324 |
| 5  | Jim Paschal      | 7878 |
| 6  | Billy Myers      | 6920 |
| 7  | Fireball Roberts | 5794 |
| 8  | Ralph Moody      | 5548 |
| 9  | Tim Flock        | 5062 |
| 10 | Marvin Panch     | 4680 |